# Mistrzostwa Polski w Skokach Narciarskich 2003
78. Mistrzostwa Polski w Skokach Narciarskich – zawody o mistrzostwo Polski w skokach narciarskich, które odbyły się w dniach 2 marca-26 grudnia 2003 roku na skoczni Skalite w Szczyrku i Wielkiej Krokwi w Zakopanem.
W konkursie indywidualnym na skoczni normalnej zwyciężył Adam Małysz, srebrny medal zdobył Łukasz Kruczek, a brązowy – Marcin Bachleda. Na dużym obiekcie najlepszy okazał się Małysz przed Wojciechem Tajnerem i Mateuszem Rutkowskim.
Konkurs drużynowy na normalnej skoczni wygrał zespół WKS Zakopane w składzie: Wojciech Skupień, Grzegorz Sobczyk i Marcin Bachleda.

## Wyniki

### Konkurs indywidualny na normalnej skoczni (Szczyrk, 02.03.2003)
| Miejsce | Zawodnik         | Klub                 | Skok 1 | Skok 2 | Punkty |
| ------- | ---------------- | -------------------- | ------ | ------ | ------ |
| 1.      | Adam Małysz      | KS Wisła Ustronianka | 84,5   | 89,0   | 241,5  |
| 2.      | Łukasz Kruczek   | AZS-AWF Katowice     | 77,5   | 83,5   | 212,5  |
| 3.      | Marcin Bachleda  | WKS Zakopane         | 74,0   | 78,0   | 192,0  |
| 4.      | Grzegorz Sobczyk | WKS Zakopane         | 75,5   | 75,5   | 189,0  |
| 5.      | Robert Mateja    | WKS Zakopane         | 70,5   | 79,0   | 187,0  |
| 5.      | Wojciech Skupień | WKS Zakopane         | 73,0   | 77,0   | 187,0  |
| 7.      | Tomisław Tajner  | KS Wisła Ustronianka | 72,0   | 76,0   | 183,0  |
| 8.      | Wojciech Tajner  | KS Wisła Ustronianka | 71,5   | 75,0   | 178,5  |
| 9.      | Tomasz Pochwała  | AZS-AWF Katowice     | 66,0   | 78,5   | 171,5  |
| 10.     | Grzegorz Śliwka  | KS Wisła Ustronianka | 71,5   | 72,0   | 171,0  |

W konkursie wzięło udział 81 zawodników.

### Konkurs drużynowy na normalnej skoczni (Szczyrk, 03.03.2003)
| Miejsce | Klub                        | Zawodnik             | Skok 1 | Skok 2 | Nota zespołu |
| ------- | --------------------------- | -------------------- | ------ | ------ | ------------ |
| 1.      | WKS Zakopane I              | Wojciech Skupień     | 83,5   | 84,0   | 687,5        |
| 1.      | WKS Zakopane I              | Grzegorz Sobczyk     | 85,0   | 83,0   | 687,5        |
| 1.      | WKS Zakopane I              | Marcin Bachleda      | 89,5   | 82,5   | 687,5        |
| 2.      | KS Wisła Ustronianka I      | Grzegorz Śliwka      | 81,5   | 85,0   | 652,0        |
| 2.      | KS Wisła Ustronianka I      | Wojciech Tajner      | 85,5   | 81,5   | 652,0        |
| 2.      | KS Wisła Ustronianka I      | Tomisław Tajner      | 85,5   | 83,0   | 652,0        |
| 3.      | AZS-AWF Katowice            | Krystian Długopolski | 77,5   | 83,0   | 651,0        |
| 3.      | AZS-AWF Katowice            | Tomasz Pochwała      | 82,5   | 78,5   | 651,0        |
| 3.      | AZS-AWF Katowice            | Łukasz Kruczek       | 84,0   | 85,5   | 651,0        |
| 4.      | WKS Zakopane II             | Andrzej Galica       | 67,0   | 71,0   | 585,0        |
| 4.      | WKS Zakopane II             | Daniel Bachleda      | 75,0   | 75,5   | 585,0        |
| 4.      | WKS Zakopane II             | Robert Mateja        | 87,5   | 87,0   | 585,0        |
| 5.      | KS Wisła Ustronianka II     | Mateusz Wantulok     | 66,5   | 78,5   | 528,0        |
| 5.      | KS Wisła Ustronianka II     | Przemysław Wyrwa     | 62,5   | 77,0   | 528,0        |
| 5.      | KS Wisła Ustronianka II     | Rafał Śliż           | 83,5   | 74,5   | 528,0        |
| 6.      | LKS Invest Jastrząb Szczyrk | Stefan Hula          | 70,0   | 73,0   | 523,5        |
| 6.      | LKS Invest Jastrząb Szczyrk | Wojciech Pawlusiak   | 75,0   | 69,5   | 523,5        |
| 6.      | LKS Invest Jastrząb Szczyrk | Paweł Kruczek        | 79,5   | 73,0   | 523,5        |
| 7.      | LKS Poroniec Poronin        | Michał Żołnierczyk   | b.d.   | b.d.   | 491,0        |
| 7.      | LKS Poroniec Poronin        | Stanisław Świder     | b.d.   | b.d.   | 491,0        |
| 7.      | LKS Poroniec Poronin        | Kamil Stoch          | b.d.   | b.d.   | 491,0        |
| 8.      | TS Wisła Zakopane           | Marcin Mąka          | b.d.   | b.d.   | 469,0        |
| 8.      | TS Wisła Zakopane           | Jan Ciapała          | b.d.   | b.d.   | 469,0        |
| 8.      | TS Wisła Zakopane           | Mateusz Rutkowski    | b.d.   | b.d.   | 469,0        |

W konkursie wzięło udział 19 zespołów.

### Konkurs indywidualny na dużej skoczni (Zakopane, 26.12.2003)
| Miejsce   | Zawodnik             | Klub                   | Skok 1 | Skok 2 | Punkty |
| --------- | -------------------- | ---------------------- | ------ | ------ | ------ |
| 1. (1.)   | Adam Małysz          | KS Wisła Ustronianka   | 130,5  | 131,5  | 272,6  |
| 2. (2.)   | Wojciech Tajner      | KS Wisła Ustronianka   | 126,0  | 124,0  | 250,0  |
| 3. (3.)   | Mateusz Rutkowski    | TS Wisła Zakopane      | 122,0  | 126,0  | 244,9  |
| 4. (4.)   | Tomisław Tajner      | KS Wisła Ustronianka   | 124,5  | 121,0  | 238,9  |
| 5. (5.)   | Krystian Długopolski | AZS-AWF Katowice       | 123,5  | 120,0  | 237,3  |
| 6. (6.)   | Dawid Kowal          | Start Krokiew Zakopane | 121,0  | 122,0  | 235,4  |
| 7. (8.)   | Robert Mateja        | WKS Zakopane           | 120,0  | 121,0  | 230,3  |
| 8. (9.)   | Wojciech Skupień     | WKS Zakopane           | 120,5  | 121,0  | 227,7  |
| 9. (10.)  | Tomasz Pochwała      | AZS-AWF Katowice       | 118,5  | 120,0  | 222,3  |
| 10. (11.) | Grzegorz Śliwka      | KS Wisła Ustronianka   | 118,5  | 120,0  | 221,5  |

W konkursie wzięło udział 60 zawodników. W nawiasach podano miejsce zajęte w zawodach z uwzględnieniem zagranicznych zawodników.
Siódme miejsce w międzynarodowych zawodach zajął Słowak Martin Mesík.